# Makeover
Ein Makeover (engl. für Verschönerung, Umstyling, gründliche Veränderung) bezeichnet die professionelle Veränderung des äußeren Erscheinungsbildes eines Menschen. Dies kann im einfachsten Fall durch eine neue Frisur, Haarfärbung, Kosmetika oder neuer Kleidung erreicht werden. Bei schwereren Fällen durch plastische Chirurgie, Fettabsaugung, Bauchdeckenstraffung, Zahnaufhellung, Veneers und Kontaktlinsen, die die Augenfarbe „ändern“.
Meistens wird ein Makeover vorgenommen, um ausgehtauglicher zu sein, attraktiver zu wirken oder eine Typveränderung vorzunehmen.

## Weitere Anwendungen des Begriffes
Ein Image Makeover beschreibt einen Imagewechsel einer Person.
Ferner bezeichnet man im englischen Sprachraum Renovierungsarbeiten und Schönheitsreparaturen an Gebäuden als Makeover.

## Makeunder
Unter einem Makeunder versteht man das genaue Gegenteil eines Makeovers, nämlich dass die betroffene Person ein natürlicheres Äußeres aufweisen soll.

## Makeover im Film
Makeovers sind ein häufiges Thema in der Literatur (Märchen Aschenputtel), vor allem aber im Film. Beispiele:
- Lady für einen Tag, USA 1933
- Die kluge Marianne, Deutschland 1943
- Sabrina, USA 1954
- Gigi, USA 1958
- Kohlhiesels Töchter, Deutschland 1962 (auch mehrere ältere Verfilmungen desselben Stoffs)
- My Fair Lady, USA 1964
- Plötzlich Prinzessin, USA 2001